# 拉阿魯哇語文法
拉阿魯哇語文法(Glammal na Hla'alua、)為基於拉阿魯哇語之"文法"(glammal)。在文法的分類上台灣南島語言並不同於一般的分析語或其它综合语裡的動詞、名詞、形容詞、介詞和副詞等之基本詞類分類。比如台灣南島語裡普遍沒有副詞，而副詞的概念一般以動詞方式呈現、可稱之為「副動詞」，類之於俄语裡的副動詞。 對於數、格(附著)及时态改變時語詞的變化。拉阿魯哇語只有代詞本身會依格位之不同而進行变格運作。謂語本身不會依人称、数、性之變化而進行变位運作；而是基於已然語氣及非已然語氣、以主事(AF)及非主事(NAF)的觀點結合時體氣語詞(TAM/TMA/動貌詞)，再配合謂語的时态、体、式進行焦點變換來運作。基本的文法分類是將拉阿魯哇語詞類之詞綴、字詞結構及分類法，對比分析語等之詞類分類法加以條析判別。

## 普通單詞
普通單詞以拉阿魯哇語之單字詞與中文對比。
| 中文       | 爸爸  | 媽媽  | 酋長  | 我     | 星星         | 手     | 山豬    | 檳榔     | 蜘蛛   | 性交 | 草藥 | 漢人 | 死亡   |
| 拉阿魯哇語 | kaamu | kainu | rahli | ihlaku | 'acangʉrahla | ramucu | vavuhlu | (vaviki) | sarapu |      |      |      | maci'i |

## 數詞
相關數詞參考自李壬癸相關著作。
| 基數       | 1     | 2    | 3     | 4     | 5      | 6      | 7      | 8     | 9     | 10       | 15   | 20   | 900  | 9,000 |
| 中文       | 一    | 二   | 三    | 四    | 五     | 六     | 七     | 八    | 九    | 十       | 十五 | 二十 | 九百 | 九千  |
| 拉阿魯哇語 | caani | suua | tuulu | paatʉ | kulima | kʉnʉmʉ | kupitu | kualu | kusia | kumaahlʉ |      |      |      |       |

## 外部連結
- 台灣原住民符號系統鍵盤配置程式 （页面存档备份，存于）
- 台灣南島語言的奧秘(影片) （页面存档备份，存于）
- 公共電視_知識的饗宴-第十九集 台灣南島語言的奧秘 （页面存档备份，存于）
- ABVD: Kanakanabu/ Ferrell (1969)
- ABVD: Kanakanabu/Li (2004)
- 沙阿魯阿語--行政院原委會/族語教室
- 原民語e-learning(沙阿魯阿語1-9階/認證題庫)
- YouTube上的Myth(神話/song)
- Ogawa's Vocabulary of Formosan Dialects/小川尚義「臺灣蕃語蒐録」
- Austronesian Comparative Dictionary （页面存档备份，存于）
- 原住民族族語線上詞典 （页面存档备份，存于）
- 原住民族語言研究發展中心 （页面存档备份，存于）
- Alilin 原住民族電子書城 （页面存档备份，存于）